# محمد طارق (لاعب كرة قدم مصري)
محمد طارق (مواليد 1 يناير 2002) هو لاعب كرة قدم مصري يلعب في مركز الدفاع في نادي الزمالك.